# Poljanica Bistrička
Poljanica Bistrička – wieś w Chorwacji, w żupanii krapińsko-zagorskiej, w gminie Marija Bistrica. W 2011 roku liczyła 347 mieszkańców.